# 30 Days (single de The Saturdays)
"30 Days" é uma canção do girl group inglês The Saturdays. Foi lançado como o primeiro single de seu quarto álbum de estúdio, Living for the Weekend (2013). O single é o décimo terceiro lançamento do grupo. Foi lançado em 14 de maio de 2012 no Reino Unido e em 11 de maio de 2012 na Irlanda. O single estreou no número sete no UK Singles Chart, confirmado pela Official Charts Company.

## Formatos e faixas
CD single
1. "30 Days" - 3:06
2. "Turn Myself In" - 3:35

Digital Single
(Released 25 de Jan, 2013)
1. "30 Days" - 3:06

Digital (Remixes) - EP
(Released 11 May 2012)
1. "30 Days" (Max Sanna & Steve Pitron Club Mix) - 6:22
2. "30 Days" (Atomic UK Garage Radio Edit) - 3:16
3. "30 Days" (Bass Ninjas Remix) - 3:54
4. "30 Days" (Ruff Loaderz Club Mix) - 5:28

Digital EP
(iTunes pre-order only)
1. "30 Days" - 3:06
2. "Turn Myself In" - 3:35
3. "30 Days" (Karaoke Version) - 3:05
4. "30 Days" (Ruff Loaderz Radio Mix) - 3:47
5. "The Way You Watch Me" (The Saturdays-Only Version) (iTunes pre-order only) - 3:00

Outras versões
1. "30 Days" (JRMX Club Mix) - 6:13
2. "30 Days" (JRMX Radio Edit) - 3:53

## Desempenho nas paradas
| Chart (2012)                               | Melhor posição |
| ------------------------------------------ | -------------- |
| Europa (Billboard Euro Digital Song Sales) | 17             |
| Irlanda (IRMA)                             | 13             |
| Escócia (Scottish Singles Chart)           | 2              |
| Reino Unido (UK Singles Chart)             | 7              |